# Esporte Clube Tupy
L'Esporte Clube Tupy, noto anche semplicemente come Tupy, è una società calcistica brasiliana con sede nella città di Vila Velha, nello stato dell'Espírito Santo.

## Storia
Il club è stato fondato il 16 ottobre 1938, e divenne professionistico nel 1988. Ha vinto il Campeonato Capixaba Série B nel 2001.
Nel 2003, Túlio Maravilha ha firmato con il club per giocare nella Copa Espírito Santo, segnando 3 gol. Delle gradinate temporanee furono costruite allo stadio Gil Bernardes per accogliere il maggior numero di appassionati che volevano vederlo giocare.

## Palmarès

### Competizioni statali
- Campeonato Capixaba Série B: 1

2001